# Міжнародний стандартний номер нотного видання
Міжнародний стандартний номер нотного видання – ISMN (англ. International Standard Music Number,) ідентифікаційний код, який проставляється на друкованих нотних виданнях на різних носіях інформації у всьому світі незалежно від способу їхнього виготовлення, розповсюдження, тиражу та обсягу.
ISMN ідентифікує лише одне неперіодичне видання одного конкретного видавця, є неповторним і використовується тільки для цього видання.

## Історія
Пропозицію зі стандартизації було представлено на конференції міжнародної асоціації музичних бібліотек, архівів та документальних центрів англ. International Association of Music Libraries, Archives and Documentation Centres, IAML) в Амстердамі 1987 року. На конференції 1989 року в Оксфорді організації Німеччини, Великої Британії та Франції за участі відповідних національних органів стандартизації вирішили просувати її як міжнародний стандарт. 1993 року, після зустрічей в Оттаві та Парижі стандарт було завершено й згодом опубліковано Міжнародною організацією зі стандартизації.
До 2008 року структура коду була такою(на прикладі коду M-060-11561-5):
- Префікс "М" (який відрізняє нотні видання від інших, наприклад ISBN);
- Код видавництва (060);
- Унікальний номер видання (11561);
- Контрольне число (додається для перевірки правильності коду)

### Контрольне число
Контрольна цифра обчислюється наступним алгоритмом. Кожен зі знаків коду почергово перемножується на 3 або 1 зліва направо. Літера M рахується як 3. Утворені добутки підсумовують. Остання цифра дорівнює числу від 0 до 9, яке слід додати до утвореної суми для того, щоб число було кратне 10.
Наприклад для ISMN коду M-060-11561 контрольна цифра дорівнюватиме:
```
3xM + 1x0 + 3x6 + 1x0 + 3x1 + 1x1 + 3x5 + 1x6 + 3x1 =
 9  +  0  +  18 +  0  +  3  +  1  +  15 +  6  +  3  =  55
```

55+5 = 60 кратне 10, отже контрольна цифра становитиме 5 і повністю номер виглядатиме M-060-11561-5.

## Уніфікація зі стандартом EAN
2008 року ISMN було уніфіковано з EAN. Для перетворення ISMN старого формату у новий потрібно виконати такі дії:
- додати префікс 979;
- літеру «M» замінити нулем.

Утворене 13-розрядне число (наприклад, 979-0-060-11561-5) буде кодом ISMN нового формату. На основі саме такого ISMN будується штрих-код для нотного видання.